# 采风报
《采风报》是天津日报报业集团主办的文摘报，创办于1984年。2018年，该报刊宣布停刊。

## 历史
2001年4月，《采风报》进行重新定位与改革。
2011年，《采风报》进行改版。
2012年5月11日，《采风报》改版，扩大了军事版面，加大了健康板块的编辑，开设了两项医学专栏。
2018年，报纸停刊。